# Parusnoje (Kaliningrad)
Parusnoje (russisch Парусное, deutsch Gaffken) ist ein Ort in der russischen Oblast Kaliningrad. Er gehört zum Stadtkreis Baltijsk.

## Geographische Lage
Parusnoje liegt im Südwesten des Samlandes an der Regionalstraße 27A-013 (ex A192), vier Kilometer nördlich der früheren Kreisstadt Primorsk (Fischhausen) und 30 Kilometer westlich der Oblasthauptstadt Kaliningrad (Königsberg). Der Ort ist Bahnstation an der nicht mehr regulär betriebenen Bahnstrecke Fischhausen–Groß Dirschkeim (russisch: Primorsk–Donskoje) und war bis 1945 auch ein Ort an der Bahnstrecke Fischhausen–Marienhof (Primorsk–Pereslawskoje-Sapadnoje) der Fischhausener Kreisbahn.

## Geschichte
Das spätere und bis 1946 Gaffken genannte Gutsdorf wurde im Jahre 1429 gegründet. Ursprünglich war das Gut ein Vorwerk der Burg Lochstädt. Hier befand sich zur Ordenszeit ein angesehenes Gestüt zur Züchtung von für gepanzerte Ritter geeigneten Reitpferden. Im Jahre 1397 hatte das Gestüt 100 solcher Tiere.
Das Rittergut mit seinen Vorwerken Damerau (russisch: Stepnoje), Nöpkeim und Barten (alle drei Orte existieren nicht mehr) wurde 1854 von dem Kommerzienrat Otto Wien, einem Landwirt aus Mecklenburg und Teilhaber der Getreidegroßhandlung Ernst Castell in Königsberg (Kaliningrad), erworben. Während dieser Zeit entstand das aus gelben Klinkern erbaute Landhaus einschließlich eines hohen Turmes.
Im Jahre 1874 wurde der Gutsbezirk Gaffken in den Amtsbezirk Domäne Fischhausen (russisch: Primorsk) eingegliedert. Damit gehörte er zum Landkreis Fischhausen im Regierungsbezirk Königsberg der preußischen Provinz Ostpreußen. Im Jahre 1910 wurden in Gaffken 251 Einwohner gezählt.
Im Jahre 1923 pachtete der Rittmeister Emil Maier aus Graudenz (heute polnisch: Grudziądz) das Gut Gaffken mit den Vorwerken von der Wienschen Erbengemeinschaft. Maier experimentierte in der Landwirtschaft mit biologisch-dynamischen Anbaumethoden, musste sie aber wegen drastischen Ertragsrückganges nach wenigen Jahren aufgeben. Danach führte er als einer der ersten Großbetriebe der Region den Zuckerrübenanbau ein. Außerdem standen in Gaffken Hauptregisterstuten Trakehner Abstammung.
Am 30. September 1928 schlossen sich die Gutsbezirke Gaffken, Nöpkeim und Osterau (russisch: Ossetrowo, nicht mehr existent) zur neuen Landgemeinde Gaffken zusammen. Am 23. April 1930 wurde sie in den Amtsbezirk Tenkitten (russisch: Beregowoje) umgegliedert, mit dem sie 1939 zum Landkreis Samland kam. Die Einwohnerzahl betrug 1933 348 und 1939 noch 321.
Infolge des Zweiten Weltkrieges fiel Gaffken mit dem nördlichen Ostpreußen 1945 an die Sowjetunion. Im Jahr 1947 erhielt der Ort die russische Bezeichnung „Parusnoje“ und wurde gleichzeitig dem Dorfsowjet Logwinski selski Sowet im Rajon Primorsk zugeordnet. Im Jahr 1950 gelangte der Ort in den Zwetnowski selski sowet und 1959 dann in den Powarowski selski Sowet. Vermutlich 1994 wurde Parusnoje dem Stadtkreis Baltijsk zugeordnet. Von 2008 bis 2018 gehörte der Ort zur Landgemeinde Selskoje posselenije Diwnoje im Rajon Baltijsk und seither (wieder) zum Stadtkreis Baltijsk.

## Kirche
In Gaffken lebte vor 1945 eine fast ausnahmslos evangelische Bevölkerung. Sie gehörte zum Kirchspiel der Pfarrgemeinde in Lochstädt (russisch: Pawlowo, nicht mehr existent) mit Pfarrsitz in Tenkitten (Beregowoje) und damit zum Kirchenkreis Fischhausen (Primorsk) innerhalb der Kirchenprovinz Ostpreußen der Kirche der Altpreußischen Union. Heute liegt Parusnoje im Einzugsbereich der evangelisch-lutherischen Gemeinde in Swetly (Zimmerbude), einer Filialgemeinde der Auferstehungskirche in Kaliningrad (Königsberg) in der Propstei Kaliningrad der Evangelisch-lutherischen Kirche Europäisches Russland.

## Persönlichkeit
- Wilhelm Wien (* 13. Januar 1864 in Gaffken; † 30. August 1928), deutscher Physiker, Erforscher der Gesetze der Wärmestrahlung und Nobelpreisträger für Physik 1911